# Acción del 8 de abril de 1740
La Acción del 8 de abril de 1740 fue un combate naval librado en aguas del Océano Atlántico en el marco de la Guerra del Asiento entre un pequeño escuadrón británico formado por los navíos de línea HMS Kent, HMS Lenox y HMS Oxford bajo el mando conjunto del capitán del Lenox, Colvill Mayne, y el navío español Princesa, al mando del capitán Pablo Agustín de Aguirre. El Princesa fue perseguido y apresado, siendo llevado a Gran Bretaña e incorporado a la Royal Navy para el servicio activo.

## Antecedentes
El 25 de marzo de 1740, en el transcurso de la Guerra del Asiento, el Almirantazgo británico tuvo noticias de que dos navíos españoles habían zarpado de Buenos Aires con rumbo a España. Las fuerzas navales de Portsmouth fueron alertadas, tras lo cual una pequeña escuadra compuesta por los navíos de línea de setenta cañones Kent, Lenox y Oxford al mando capitán del Lenox, Colvill Mayne, se dispuso a interceptarlos. A los tres navíos, que formaban parte de la flota del almirante Sir John Balchen, se sumaron brevemente el Rippon, de sesenta cañones, y el St. Albans, de cincuenta. La escuadra zarpó de Portsmouth las 3 de la mañana del 29 de marzo y atravesó el Canal de la Mancha. El 5 de abril el Rippon y el St. Albans se quedaron rezagados y, aunque Mayne redujo vela, no lograron reincorporarse. Tres días más tarde la escuadra británica patrullaba una zona localizada trescientas millas al sur del Cabo Lizard cuando se avistó una vela al norte.

## Combate

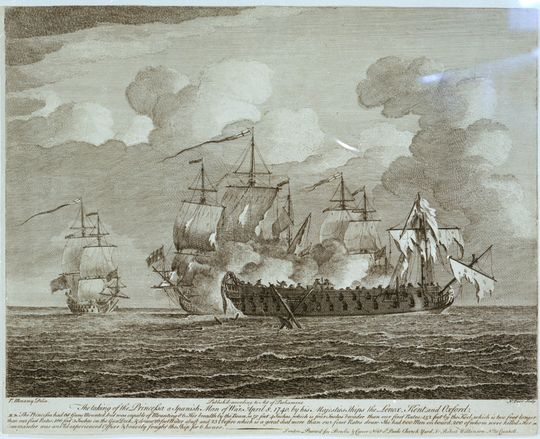
Captura del Princesa por los navíos británicos Oxford, Lenox y Kent. Grabado de Peter Monamy.

Los británicos se aproximaron y dieron con el navío Princesa, armado con sesenta y cuatro cañones y tripulado por seiscientos cincuenta hombres al mando del capitán Pablo Agustín de Aguirre. Mayne ordenó la persecución hacia las diez de la mañana, cuando el Princesa arrió la bandera francesa que había ondeado hasta entonces e izó la española. El comandante británico se dirigió a sus hombres con las siguientes palabras: "Cuando recibís la paga de vuestro país os comprometéis a enfrentar todos los peligros por su causa. Ha llegado la hora del juicio. Luchad como hombres que no tienen más esperanza que en su coraje."
Tras dos horas y media de persecución los navíos británicos consiguieron alcanzar al Princesa e intercambiaron con él varias andanadas. El navío español quedó eventualmente fuera de combate y arrió la bandera en señal de rendición. Sus bajas ascendieron a treinta y tres muertos y cerca de cien heridos, mientras que el Oxford tuvo ocho muertos, al igual que el Kent, y el Lenox apenas sufrió una baja mortal. Los heridos a bordo de la escuadra británica fueron unos cuarenta, incluyendo el capitán Durell, del Kent, que perdió una mano.
Según la versión española, el navío Princesa tenía daños en su vela antes de entrar en combate. El navío Princesa entabló una dura batalla contra los tres barcos ingleses que lo hostigaban. El combate duró seis horas. El Princesa dañó seriamente a uno de los barcos ingleses (HMS Lenox) e hizo huir a otro (HMS Kent), pero no pudo ya contra el tercer barco inglés (HMS Oxford). El Princesa tuvo setenta muertos y ochenta heridos y fue llevado a Portsmouth, donde fue reparado y puesto a disposición de la Royal Navy. 

## Resultado
El Princesa fue conducido a Portsmouth, donde llegó el 8 de mayo. Una orden del almirantazgo británico autorizó su compra el 21 de mayo de 1741, realizándose esta el 14 de julio por la suma aproximada de 5.418 libras. Tras una importante reparación el Princesa fue armado entre julio de 1741 y marzo de 1742 por un importe total de 36.007 libras. Su resistencia frente a tres buques de igual porte fue muy comentada. Una descripción contemporánea, sin embargo, señaló que el Princesa era mayor que cualquiera navío británico de tres puentes y que estaba armado con cañones inusualmente largos, muchos de ellos de bronce. Fue descrito, además, como el mejor navío de la armada española, con un elevado casco que le permitía abrir las portas de la primera batería en condiciones en las cuales sus oponentes no podían hacerlo. Fue renombrado HMS Princess y sirvió en la Royal Navy hasta que fue vendido para su desguace el 30 de diciembre de 1784.